# 홍성민 (가수)
홍성민(Sam Hong, 샘 홍, 1964년 1월 12일 ~ 2007년 8월 6일)은 대한민국의 가수였다.

## 주요 이력
코리아나의 구성원이었던 홍화자 여사의 친정 5촌 조카이고 가수 홍종명의 6촌 형이기도 한 그는 경기도 인천에서 출생하여 지난날 한때 경기도 김포에서 잠시 유아기를 보낸 적이 있으며 이후 서울에서 성장하였고 1982년 서울 배재고등학교 졸업한 그는 이후 1983년 성균관대학교를 중퇴하고, 1987년 그룹 공중전화에서 '사랑이 그리운 날들에'로 데뷔를 하였으며, 1988년 프로젝트 앨범인 '록 인 코리아(Rock In Korea)'에서 '기억날 그날이 와도'란 곡으로 큰 인기를 얻었다. 1990년 솔로 음반을 냈을 때 '기억날 그날이 와도'를 다시 수록, 인기를 유지했으며, 이 후 프로젝트 밴드 휴먼에이드에서도 활동했다.
2007년 7월 31일, 신촌의 한 카페에서 맥주를 마시다 급성 뇌출혈로 쓰러졌으며, 병원 응급실로 이송된 후 병원 의료진에 의하여 수술을 할 수 없는 부위라는 진단을 받았고 1주일의 투병 끝에 8월 6일 월요일 밤에 사망했다. 향년 43세.

## 경력
- 1987 그룹 '공중전화' 멤버로 데뷔
- 1988 공중전화 1집 앨범 [사랑이 그리운 날들에]
- 2005 그룹 '휴먼에이드' 멤버

## 앨범
- 기억 날 그날이 와도 - 1990년 9월 20일 발매 
  - 수록곡 SIDE A
    - 1 이제와 홍성민 맹미호 맹미호 (03:08) 9008-6913
    - 2 웃음을 지을뿐이지 홍성민 홍성민 홍성민 (04:26) 9008-6914
    - 3 세월을 잊고 사랑을 찾아 홍성민 오태호 오태호 (03:40) 9008-6915
    - 4 보낼 수 없는 내사랑 홍성민 오태호 오태호 (04:12) 9008-6916
    - 5 아름다운 그대 홍성민 이지웅 이지웅, 임재범 (03:50) 9008-6917

  - 수록곡 SIDE B
    - 1 기억날 그날이 와도 홍성민 오태호 오태호 (04:07) 9008-6918
    - 2 어떤날의 기억 홍성민 류화지 류화지 (04:16) 9008-6919
    - 3 그후로 내게는 홍성민 오태호 오태호 (03:31) 9008-6920
    - 4 마리아 홍성민 오태호 오태호 (03:44) 9008-6921
    - 5 아름다운 그대 홍성민 이지웅 이지웅, 임재범 (03:50) 9008-6922

[네이버 지식백과] 기억 날 그날이 와도 - 홍성민 (가요앨범 리뷰, 정일서)